# Tampa Bay Buccaneers 1983
La stagione 1983 dei Tampa Bay Buccaneers è stata la 8ª della franchigia nella National Football League. L'annata partì con alte aspettative. La squadra era considerata da alcuni la migliore che la franchigia avesse avuto fino a quel momento, venendo considerata una possibile pretendente al Super Bowl. La stagione prese però una brutta piega, a causa di cambi di personale e diversi infortunati. La squadra non riuscì a rinnovare il contratto al quarterback Doug Williams, che la abbandonò per passare nella USFL.

## Scelte nel Draft 1983
|  | = Pro Bowler |

| Scelta | Giro                 | Giocatore         | Ruolo            | College             |
| 17     | 2                    | Randy Grimes      | Center           | Baylor              |
| 72     | 3                    | Jeremiah Castille | Defensive Back   | Alabama             |
| 99     | 4                    | Kelly Thomas      | Tackle           | USC                 |
| 131    | 5                    | Tony Chickillo    | Defensive Tackle | Miami (FL)          |
| 148    | 6 (da San Francisco) | Rheugene Branton  | Wide Receiver    | Texas Southern      |
| 158    | 6                    | Ken Kaplan        | Tackle           | New Hampshire       |
| 185    | 7                    | Weldon Ledbetter  | Running Back     | Oklahoma            |
| 212    | 8                    | John Samuelson    | Linebacker       | Azusa Pacific       |
| 238    | 9                    | Hasson Arbubakrr  | Defensive Tackle | Texas Tech          |
| 270    | 10                   | Darius Durham     | Wide Receiver    | San Diego State     |
| 297    | 11                   | Mark Witte        | Tight End        | North Texas State   |
| 324    | 12                   | John Higginbotham | Defensive Tackle | N.E. Oklahoma State |

## Calendario
| Stagione regolare |            |                        |             |      |                              |     |          |        |
| Turno             | Data       | Avversario             | Risultato   | Ora  | Stadio                       | TV  | Pubblico | Record |
| 1                 | 4/9/1983   | Detroit Lions          | S 11–0      | 1:00 | Tampa Stadium                | CBS | 62,154   | 0–1    |
| 2                 | 11/9/1983  | at Chicago Bears       | S 17–10     | 1:00 | Soldier Field                | CBS | 58,156   | 0–2    |
| 3                 | 18/9/1983  | Minnesota Vikings      | S 19–16 DTS | 4:00 | Tampa Stadium                | CBS | 57,567   | 0–3    |
| 4                 | 25/9/1983  | Cincinnati Bengals     | S 23–17     | 1:00 | Tampa Stadium                | NBC | 56,023   | 0–4    |
| 5                 | 2/10/1983  | at Green Bay Packers   | S 55–14     | 1:00 | Lambeau Field                | CBS | 54,272   | 0–5    |
| 6                 | 9/10/1983  | at Dallas Cowboys      | S 27–24 DTS | 4:00 | Texas Stadium                | CBS | 63,308   | 0–6    |
| 7                 | 16/10/1983 | St. Louis Cardinals    | S 34–27     | 1:00 | Tampa Stadium                | CBS | 48,224   | 0–7    |
| 8                 | 23/10/1983 | New Orleans Saints     | S 24–21     | 4:00 | Tampa Stadium                | CBS | 48,242   | 0–8    |
| 9                 | 30/10/1983 | at Pittsburgh Steelers | S 17–12     | 1:00 | Three Rivers Stadium         | CBS | 57,648   | 0–9    |
| 10                | 6/11/1983  | at Minnesota Vikings   | V 17–12     | 1:00 | Hubert H. Humphrey Metrodome | CBS | 59,239   | 1–9    |
| 11                | 13/11/1983 | at Cleveland Browns    | S 20–0      | 1:00 | Cleveland Stadium            | CBS | 56,091   | 1–10   |
| 12                | 20/11/1983 | Chicago Bears          | S 27–0      | 1:00 | Tampa Stadium                | CBS | 36,816   | 1–11   |
| 13                | 27/11/1983 | Houston Oilers         | V 33–24     | 1:00 | Tampa Stadium                | NBC | 38,625   | 2–11   |
| 14                | 4/12/1983  | at San Francisco 49ers | S 35–21     | 4:00 | Candlestick Park             | CBS | 49,773   | 2–12   |
| 15                | 12/12/1983 | Green Bay Packers      | S 12–9 DTS  | 9:00 | Tampa Stadium                | ABC | 50,763   | 2–13   |
| 16                | 18/12/1983 | at Detroit Lions       | S 23–20     | 4:00 | Pontiac Silverdome           | CBS | 78,392   | 2–14   |